# بثينة جبنون مرعي
بثينة جبنون مرعي هي صحفية وناشرة تونسية. كما تعد مؤسسة مشاركة ورئيسة تحرير مجلة بثينة. وهي تقيم حالياً في أبوظبي بالإمارات العربية المتحدة.